# Cyanella lutea
Cyanella lutea är en enhjärtbladig växtart som beskrevs av Carl von Linné d.y.. Cyanella lutea ingår i släktet Cyanella och familjen Tecophilaeaceae. Inga underarter finns listade i Catalogue of Life.